# Oberhaider-Wald-Tunnel
Der Oberhaider-Wald-Tunnel (in der Planungs- und Bauphase auch Deesener-Wald-Tunnel) ist ein 1270 m langer Eisenbahntunnel der Schnellfahrstrecke Köln–Rhein/Main. Er unterquert, nahe der rheinland-pfälzischen Ortsgemeinde Oberhaid, den Deesener Wald und trägt daher seinen Namen.

## Verlauf
Im Tunnel unterfährt die Schnellfahrstrecke auf einer Länge von 1.270 m einen Höhenrücken. Die Trasse entfernt sich dabei von der Bundesautobahn 3 und erreicht unweit des Nordportals wieder eine Parallellage mit der Fernstraße. Dem Südportal schließt sich ein Einschnitt an. Die Trasse beschreibt in südlicher Richtung eine Linkskurve. Die Gradiente steigt dabei an.
Das Nordportal liegt bei Streckenkilometer 78,2, das Südportal bei Kilometer 79,5. Ein Notausgang führt im Deesener Wald bei 50° 30′ 8,9″ N, 7° 43′ 18″ O
an die Oberfläche.
An beiden Portalen und dem Notausgang im Deesener Wald wurden Rettungsplätze angelegt.

## Geschichte
Der Tunnel zählt zum Mittelabschnitt im Los B der Neubaustrecke und wurde von einer Arbeitsgemeinschaft aus sechs Unternehmen errichtet.
Bereits Ende 1995 lag die geplante Länge des Bauwerks bei 1270 m.
Die Röhre wurde größtenteils in bergmännischer Bauweise erstellt.
Ein Teil des Tunnelausbruchs wurde von mehreren örtlichen Schulen verwertet.